# Paide Linnameeskond
Paide Linnameeskond je estonski nogometni klub iz Paidea. Klub je osnovan 1990. godine i trenutačno igra u Meistriliigi, najvišem rangu nogometnih natjecanja u Estoniji. Svoje utakmice igraju na stadionu Paide Ühisgümnaasiumi.

## Poznati bivši igrači
- Liivo Leetma
- Meelis Rooba

## Vanjske poveznice
- Službene stranice  Arhivirana inačica izvorne stranice od 3. studenoga 2012. (Wayback Machine) (na estonskom)